# NHL (1968/1969)
Sezon NHL 1968-1969 był 52. sezonem ligi NHL. Dwanaście zespołów rozegrało po 76 meczów w sezonie zasadniczym. Puchar Stanleya zdobyła drużyna Montreal Canadiens.

## Sezon zasadniczy
M = Mecze, W = Wygrane, P = Przegrane, R = Remisy, PKT = Punkty, GZ = Gole Zdobyte, GS = Gole Stracone, KwM = Kary w minutach
| Wschodnia Dywizja   | M  | W  | P  | R  | PKT | GZ  | GS  | KwM  |
| ------------------- | -- | -- | -- | -- | --- | --- | --- | ---- |
| Montreal Canadiens  | 76 | 46 | 19 | 11 | 103 | 271 | 202 | 780  |
| Boston Bruins       | 76 | 42 | 18 | 16 | 100 | 303 | 221 | 1297 |
| New York Rangers    | 76 | 41 | 26 | 9  | 91  | 231 | 196 | 806  |
| Toronto Maple Leafs | 76 | 35 | 26 | 15 | 85  | 234 | 217 | 961  |
| Detroit Red Wings   | 76 | 33 | 31 | 12 | 78  | 239 | 221 | 885  |
| Chicago Black Hawks | 76 | 34 | 33 | 9  | 77  | 280 | 246 | 842  |

| Zachodnia Dywizja     | M  | W  | P  | R  | PKT | GZ  | GS  | KwM |
| --------------------- | -- | -- | -- | -- | --- | --- | --- | --- |
| St. Louis Blues       | 76 | 37 | 25 | 14 | 88  | 204 | 157 | 838 |
| Oakland Seals         | 76 | 29 | 36 | 11 | 69  | 219 | 251 | 811 |
| Philadelphia Flyers   | 76 | 20 | 35 | 21 | 61  | 174 | 225 | 964 |
| Los Angeles Kings     | 76 | 24 | 42 | 10 | 58  | 185 | 260 | 698 |
| Pittsburgh Penguins   | 76 | 20 | 45 | 11 | 51  | 189 | 252 | 677 |
| Minnesota North Stars | 76 | 18 | 43 | 15 | 51  | 189 | 270 | 862 |

### Najlepsi strzelcy
| Zawodnik        | Drużyna             | Mecze | Bramki | Asysty | Punkty | Kary w minutach |
| --------------- | ------------------- | ----- | ------ | ------ | ------ | --------------- |
| Phil Esposito   | Boston Bruins       | 74    | 49     | 77     | 126    | 79              |
| Bobby Hull      | Chicago Black Hawks | 74    | 58     | 49     | 107    | 48              |
| Gordie Howe     | Detroit Red Wings   | 76    | 44     | 59     | 103    | 58              |
| Stan Mikita     | Chicago Black Hawks | 74    | 30     | 67     | 97     | 52              |
| Ken Hodge       | Boston Bruins       | 75    | 45     | 45     | 90     | 75              |
| Yvan Cournoyer  | Montreal Canadiens  | 76    | 43     | 44     | 87     | 31              |
| Alex Delvecchio | Detroit Red Wings   | 72    | 25     | 58     | 83     | 8               |
| Red Berenson    | St. Louis Blues     | 76    | 35     | 47     | 82     | 43              |
| Frank Mahovlich | Detroit Red Wings   | 76    | 49     | 29     | 78     | 38              |
| Jean Ratelle    | New York Rangers    | 76    | 32     | 46     | 78     | 26              |

## Playoffs

### Ćwierćfinały
| Montreal Canadiens - New York Rangers | Montreal Canadiens - New York Rangers | Montreal Canadiens - New York Rangers | Montreal Canadiens - New York Rangers | Montreal Canadiens - New York Rangers | Montreal Canadiens - New York Rangers | Montreal Canadiens - New York Rangers |
| Data                                  | Wyjazd                                | Wyjazd                                | Dom                                   | Dom                                   |                                       |                                       |
| ------------------------------------- | ------------------------------------- | ------------------------------------- | ------------------------------------- | ------------------------------------- | ------------------------------------- | ------------------------------------- |
| 2 kwietnia                            | NY Rangers                            | 1                                     | 3                                     | Montreal                              |                                       |                                       |
| 3 kwietnia                            | NY Rangers                            | 2                                     | 5                                     | Montreal                              |                                       |                                       |
| 5 kwietnia                            | Montreal                              | 4                                     | 1                                     | NY Rangers                            |                                       |                                       |
| 6 kwietnia                            | Montreal                              | 4                                     | 3                                     | NY Rangers                            |                                       |                                       |
| Montreal wygrał 4:0                   |                                       |                                       |                                       |                                       |                                       |                                       |

| Boston Bruins - Toronto Maple Leafs | Boston Bruins - Toronto Maple Leafs | Boston Bruins - Toronto Maple Leafs | Boston Bruins - Toronto Maple Leafs | Boston Bruins - Toronto Maple Leafs | Boston Bruins - Toronto Maple Leafs | Boston Bruins - Toronto Maple Leafs |
| Data                                | Wyjazd                              | Wyjazd                              | Dom                                 | Dom                                 |                                     |                                     |
| ----------------------------------- | ----------------------------------- | ----------------------------------- | ----------------------------------- | ----------------------------------- | ----------------------------------- | ----------------------------------- |
| 2 kwietnia                          | Toronto                             | 0                                   | 10                                  | Boston                              |                                     |                                     |
| 3 kwietnia                          | Toronto                             | 0                                   | 7                                   | Boston                              |                                     |                                     |
| 5 kwietnia                          | Boston                              | 4                                   | 3                                   | Toronto                             |                                     |                                     |
| 6 kwietnia                          | Boston                              | 3                                   | 2                                   | Toronto                             |                                     |                                     |
| Boston wygrał 4:0                   |                                     |                                     |                                     |                                     |                                     |                                     |

| Philadelphia Flyers - St. Louis Blues | Philadelphia Flyers - St. Louis Blues | Philadelphia Flyers - St. Louis Blues | Philadelphia Flyers - St. Louis Blues | Philadelphia Flyers - St. Louis Blues | Philadelphia Flyers - St. Louis Blues | Philadelphia Flyers - St. Louis Blues |
| Data                                  | Wyjazd                                | Wyjazd                                | Dom                                   | Dom                                   |                                       |                                       |
| ------------------------------------- | ------------------------------------- | ------------------------------------- | ------------------------------------- | ------------------------------------- | ------------------------------------- | ------------------------------------- |
| 2 kwietnia                            | Philadelphia                          | 2                                     | 5                                     | St. Louis                             |                                       |                                       |
| 3 kwietnia                            | Philadelphia                          | 0                                     | 5                                     | St. Louis                             |                                       |                                       |
| 5 kwietnia                            | St. Louis                             | 3                                     | 0                                     | Philadelphia                          |                                       |                                       |
| 6 kwietnia                            | St. Louis                             | 4                                     | 1                                     | Philadelphia                          |                                       |                                       |
| St. Louis wygrało 4:0.                |                                       |                                       |                                       |                                       |                                       |                                       |

| Los Angeles Kings - Oakland Seals | Los Angeles Kings - Oakland Seals | Los Angeles Kings - Oakland Seals | Los Angeles Kings - Oakland Seals | Los Angeles Kings - Oakland Seals | Los Angeles Kings - Oakland Seals | Los Angeles Kings - Oakland Seals |
| Data                              | Wyjazd                            | Wyjazd                            | Dom                               | Dom                               |                                   |                                   |
| --------------------------------- | --------------------------------- | --------------------------------- | --------------------------------- | --------------------------------- | --------------------------------- | --------------------------------- |
| 2 kwietnia                        | Los Angeles                       | 5                                 | 4                                 | Oakland                           | Po dogrywce                       |                                   |
| 3 kwietnia                        | Los Angeles                       | 2                                 | 4                                 | Oakland                           |                                   |                                   |
| 5 kwietnia                        | Oakland                           | 5                                 | 2                                 | Los Angeles                       |                                   |                                   |
| 6 kwietnia                        | Oakland                           | 2                                 | 4                                 | Los Angeles                       |                                   |                                   |
| 9 kwietnia                        | Los Angeles                       | 1                                 | 4                                 | Oakland                           |                                   |                                   |
| 10 kwietnia                       | Oakland                           | 3                                 | 4                                 | Los Angeles                       |                                   |                                   |
| 13 kwietnia                       | Los Angeles                       | 5                                 | 3                                 | Oakland                           |                                   |                                   |
| Los Angeles wygrało 4:3           |                                   |                                   |                                   |                                   |                                   |                                   |

### Półfinały
| Montreal Canadiens - Boston Bruins                         | Montreal Canadiens - Boston Bruins | Montreal Canadiens - Boston Bruins | Montreal Canadiens - Boston Bruins | Montreal Canadiens - Boston Bruins | Montreal Canadiens - Boston Bruins | Montreal Canadiens - Boston Bruins |
| Data                                                       | Wyjazd                             | Wyjazd                             | Dom                                | Dom                                |                                    |                                    |
| ---------------------------------------------------------- | ---------------------------------- | ---------------------------------- | ---------------------------------- | ---------------------------------- | ---------------------------------- | ---------------------------------- |
| 10 kwietnia                                                | Boston                             | 2                                  | 3                                  | Montreal                           | Po dogrywce                        |                                    |
| 13 kwietnia                                                | Boston                             | 3                                  | 4                                  | Montreal                           | Po dogrywce                        |                                    |
| 17 kwietnia                                                | Montreal                           | 0                                  | 5                                  | Boston                             |                                    |                                    |
| 20 kwietnia                                                | Montreal                           | 2                                  | 3                                  | Boston                             |                                    |                                    |
| 22 kwietnia                                                | Boston                             | 2                                  | 4                                  | Montreal                           |                                    |                                    |
| 24 kwietnia                                                | Montreal                           | 2                                  | 1                                  | Boston                             | Po 2 dogrywkach                    |                                    |
| Montreal wygrał 4:2 i awansował do finału Pucharu Stanleya |                                    |                                    |                                    |                                    |                                    |                                    |

| St. Louis Blues - Los Angeles Kings                           | St. Louis Blues - Los Angeles Kings | St. Louis Blues - Los Angeles Kings | St. Louis Blues - Los Angeles Kings | St. Louis Blues - Los Angeles Kings | St. Louis Blues - Los Angeles Kings | St. Louis Blues - Los Angeles Kings |
| Datum                                                         | Auswärtsteam                        | Auswärtsteam                        | Heimteam                            | Heimteam                            |                                     |                                     |
| ------------------------------------------------------------- | ----------------------------------- | ----------------------------------- | ----------------------------------- | ----------------------------------- | ----------------------------------- | ----------------------------------- |
| 15 kwietnia                                                   | Los Angeles                         | 0                                   | 4                                   | St. Louis                           |                                     |                                     |
| 17 kwietnia                                                   | Los Angeles                         | 2                                   | 3                                   | St. Louis                           |                                     |                                     |
| 19 kwietnia                                                   | St. Louis                           | 5                                   | 2                                   | Los Angeles                         |                                     |                                     |
| 20 kwietnia                                                   | St. Louis                           | 4                                   | 1                                   | Los Angeles                         |                                     |                                     |
| St. Louis wygrało 4:0 i awansowało do finału Pucharu Stanleya |                                     |                                     |                                     |                                     |                                     |                                     |

### Finał Pucharu Stanleya
| Montreal Canadiens - St. Louis Blues         | Montreal Canadiens - St. Louis Blues | Montreal Canadiens - St. Louis Blues | Montreal Canadiens - St. Louis Blues | Montreal Canadiens - St. Louis Blues | Montreal Canadiens - St. Louis Blues | Montreal Canadiens - St. Louis Blues |
| Data                                         | Wyjazd                               | Wyjazd                               | Dom                                  | Dom                                  |                                      |                                      |
| -------------------------------------------- | ------------------------------------ | ------------------------------------ | ------------------------------------ | ------------------------------------ | ------------------------------------ | ------------------------------------ |
| 27 kwietnia                                  | St. Louis                            | 1                                    | 3                                    | Montreal                             |                                      |                                      |
| 29 kwietnia                                  | St. Louis                            | 1                                    | 3                                    | Montreal                             |                                      |                                      |
| 1 maja                                       | Montreal                             | 4                                    | 0                                    | St. Louis                            |                                      |                                      |
| 4 maja                                       | Montreal                             | 2                                    | 1                                    | St. Louis                            |                                      |                                      |
| Montreal wygrał 4:0 i zdobył Puchar Stanleya |                                      |                                      |                                      |                                      |                                      |                                      |

## Nagrody
| Prince of Wales Trophy:         | Montreal Canadiens                           |
| Clarence S. Campbell Bowl:      | St. Louis Blues                              |
| Art Ross Memorial Trophy:       | Phil Esposito, Boston Bruins                 |
| Bill Masterton Memorial Trophy: | Ted Hampson, Oakland Seals                   |
| Calder Memorial Trophy:         | Danny Grant, Minnesota North Stars           |
| Conn Smythe Trophy:             | Serge Savard, Montreal Canadiens             |
| Hart Memorial Trophy:           | Phil Esposito, Boston Bruins                 |
| James Norris Memorial Trophy:   | Bobby Orr, Boston Bruins                     |
| Lady Byng Memorial Trophy:      | Alex Delvecchio, Detroit Red Wings           |
| NHL Plus/Minus Award:           | Bobby Orr, Boston Bruins                     |
| Vezina Trophy:                  | Glenn Hall i Jacques Plante, St. Louis Blues |
| Lester Patrick Trophy:          | Robert M. Hull                               |